# Kuća Jakšić u Hvaru
Kuća Jakšić, koja se nalazi u gradu Hvaru, u ulici Kroz Grodu 7, je zaštićeno kulturno dobro.

## Opis dobra
Gotička dvokatnica iz 15. stoljeća (kuća Jakšić), sagrađena je uz zapadni zid tzv. palače Hektorović. Pravokutnog, izduženog tlocrta zaključena je dvovodnim krovom. Zauzima jugozapadni ugao i veći dio zapadnog oboda bloka kuća. Južno, glavno pročelje je izrazito usko, ali je zbog otvorenosti prema glavnom gradskom trgu raščlanjeno triforom na kojoj je obiteljski grb. U 17. stoljeću je doživjela barokizaciju i iz tog vremena potječe portal na zapadnom pročelju.

## Zaštita
Skupa s kućom Užižić (Hektorović) je pod oznakom Z-6641 zavedena je kao nepokretno kulturno dobro - pojedinačno, pravna statusa zaštićena kulturnog dobra, klasificirano kao "stambene građevine".